# تری‌کلروسیلان
تری‌کلروسیلان (به انگلیسی: Trichlorosilane) با فرمول شیمیایی HCl۳Si یک ترکیب شیمیایی با شناسه پاب‌کم ۲۴۸۱۱ است. که جرم مولی آن ۱۳۵٫۴۵ g/mol می‌باشد. شکل ظاهری این ترکیب، مایع بی‌رنگ است.